# Китакјушу
Китакјушу (јап. 北九州市) град је у Јапану у префектури Фукуока на северу острва Кјушу. Према попису становништва из 2005. у граду је живело 993.483 становника.

## Историја
Китакјушу је основан 10. фебруара 1963. спајањем 5 градова: Моји, Кокура, Тобата, Јахата и Вакамацу. Центар тих градова је у Кокури, која је стари феудални град са замком из 1602. године. Име града значи „Северни Кјушу“.

### Сретна Кокура
Кокура је била примарна мета напада атомском бомбом 9. августа 1945. Међутим због облака и наређења да морају видети место где ће бомба пасти одустало се од Кокуре и као мета је одабран Нагасаки. Отада се у Јапану користи израз „Кокурина срећа“, који значи избећи несрећу, а да ни не знаш за то.

## Окрузи
Китакјушу је подељен на 7 округа(区 - ku):
- Вакамасту
- Јахата Ниши
- Јахата Хигаши
- Тобат
- Кокура Кита
- Кокура минами
- Моји

## Становништво
Према подацима са пописа, у граду је 2005. године живело 993.483 становника.
| 1995.     | 2000.     | 2005.   |
| --------- | --------- | ------- |
| 1.019.598 | 1.011.471 | 993.483 |

Град има 993 483 становника (октобар 2005). Град заузима површину од 486,81 km². Просечна густина насељености је 2 041 становника по квадратном километру. Број становника се смањује задњих година. Град има већу површину од оближње Фукуоке.

## Привреда

### Саобраћај
Град се налази на стратешки важном месту Шимонесеки теснацу (Канмон теснац). Значајан је за транспорт између Кјушуа и Хоншуа. У граду се налази велика лука.
Станица Кокура која се налази у Китакјушу је претпоследња станица брзих возова шинкансена, пре станице Хаката - у Фукуоки. Станица такође користи локалне и експресне возове на магистралама Кагошима у Нипо. Саобраћај по граду обезбеђују аутобуси.
Китакјушу је највеће пристаниште за трајекте у западном Јапану. Трајекти имају линије између Китакјушуа и Шимоносекија, Мацујаме, Токушиме, Осаке, Токија, Бусана (Јужна Кореја), Улсаном (Јужна Кореја).
Китакјушу је поседовао један аеродром који је веома мали па је одлучено да се сагради нов. Нови аеродром Китакјушу је изграђен на вештачком острву у Јапанском мору, на југоистоку од града. Овај аеродром је отворен 16. марта 2006. 
У граду се налази неколико мостова који повезују посебне делове града али и Китакјушу са осталим градовима. Највећи и најзначајнији мост је мост преко Канмонског теснаца који повезује Китакјушу и Шионсеки. Такође је познат мост Вака-То који повезује округе Вакамасту и Тобата. У граду е налазе и мостови на реци Огни у западном делу града. 
- Мост Токива баши
- Мост Вака-То ноћу

## Градови побратими
- Даљен, Кина
- Инчон, Јужна Кореја
- Норфок, САД
- Такома, САД